# Dimenticare Lisa
Dimenticare Lisa è uno sceneggiato televisivo giallo-poliziesco in tre puntate, diretto da Salvatore Nocita, tratto dalla miniserie inglese The Doll di Francis Durbridge su sceneggiatura di Franca Cancogni, prodotto dalla Rai e andato in onda in prima visione dal 9 ottobre al 23 ottobre 1976 in prima serata sulla Rete 1 (l'odierna Rai 1).

## Trama
Peter Goodrich, antiquario inglese, giunto a Napoli per una visita al fratello musicista Claude, confida a quest'ultimo di aver di recente conosciuto la bella Lisa Carter e di essere rimasto incantato dalla donna; l'incontro è stato assolutamente casuale, durante un viaggio aereo.
In seguito Peter apprende da un amico giornalista che Lisa Carter è una vedova, moglie di un celebre giornalista americano, annegato dopo essersi lanciato in mare dal suo yacht, proprio nei pressi della città partenopea.
Qualche giorno dopo Peter incontra a Napoli proprio Lisa, che gli rivela alcuni importanti fatti della sua vita: la notte della morte del marito, lei si trovava nello yacht insieme a lui e, solo poche ore prima, i due avevano avuto una animata discussione a causa dello smarrimento di una rarissima bambola, appartenente ad una collezione del consorte, da sempre appassionato a questo tipo di giocattolo.
Dopo una serie di serate passate insieme, Lisa chiede in prestito l'auto a Peter: deve raggiungere sir Arnold Wyatt, avvocato inglese amico del marito, al fine di disbrigare alcune pratiche. Da quel momento, però, Lisa scompare. L'auto viene trovata alla periferia della città con un piccolo messaggio riportante l'indirizzo di Peter e, dal canto suo, sir Arnold afferma di non conoscere né aver mai avuto appuntamento con tale Lisa Carter.
Alcuni giorni dopo Nancy, una cara amica di Lisa, viene ritrovata annegata in un fiume. Nella tasca del suo vestito vi sono le chiavi della macchina di Peter e, nel bagno di casa sua, viene ritrovata una bambola che galleggia in una vasca piena d'acqua.

## Produzione
La Rai riformata del 1976 comportò dei risparmi, per cui Dimenticare Lisa fu trasmesso in tre puntate (contro le 5-6 degli sceneggiati precedenti) e gli esterni (come pure gli interni) furono girati a Napoli ma fu mantenuta la nazionalità inglese dei protagonisti.
Del cast facevano parte alcuni tra i migliori attori italiani di prosa (Ugo Pagliai, Paola Gassman, Emilio Cigoli) e attori del teatro dialettale napoletano (Daniela Guzzi, Franco Angrisano, Carlo Taranto, Margherita Sestito, che cantava Maledetto chillo juorno).
La trama presenta svariate similitudini con quella di Dov'è Anna?, altro sceneggiato televisivo di genere giallo, trasmesso con grande successo nei mesi precedenti.

## Colonna sonora
Le musiche dello sceneggiato sono di Pino Calvi, mentre per la sigla finale è stata utilizzata la canzone I Only Have Eyes for You, cantata da Art Garfunkel.
Della colonna sonora sono stati pubblicati due singoli su 7", il primo, pubblicato da CBS con numero di catalogo CBS 4724, contiene il Tema d'amore composto e diretto da Pino Calvi sul lato A (mentre sul lato B è inciso il brano Racconto, tema dello sceneggiato Diagnosi); il secondo, pubblicato da CBS con numero di catalogo CBS 3575, è semplicemente un'edizione italiana del singolo di Art Garfunkel I Only Have Eyes for You con sovrimpressa la dicitura "Sigla del giallo televisivo Dimenticare Lisa".